# Ronnie Musgrove
David Ronald “Ronnie” Musgrove (Sardis, 29 luglio 1956) è un politico statunitense, governatore del Mississippi dal 2000 al 2004 ed in precedenza vicegovernatore dello stesso stato dal 1996 al 2000. Ancor prima, Musgrove ha servito come rappresentante statale dal 1988 al 1996 ed è membro del Partito Democratico, ad oggi ultimo democratico a servire come governatore del Mississippi.

## Biografia
David Ronald Musgrove nasce a Sardis nel 1956, figlio di 2 operai: la madre operaia tessile e il padre operaio stradale per il Dipartimento dei Trasporti del Mississippi (Mississippi Highway Department).
Nel 1963, quando Musgrove ha 7 anni, il padre muore di polmonite dopo aver lavorato a temperature rigide durante una tempesta di neve.
Frequenta il Northwest Mississippi Junior College e l'Università del Mississippi.

## Carriera politica

### Senatore statale nel Mississippi (1988-1996)
Nel 1987, Musgrove entra in politica con il Partito Democratico candidandosi per il Senato del Mississippi in rappresentanza del distretto n.10, comprendente le contee di Tate e Panola.
Dopo aver prevalso nelle elezioni primarie interne al partito, Musgrove vince anche le elezioni generali a novembre e assume quindi le funzioni di senatore nel gennaio 1988. 
Musgrove si ricandida nel 1991 e vince incontrastatamente senza avversari.

### Vicegovernatore del Mississippi (1996-2000)
Nel 1995 Musgrove si candida alla carica di Vicegovernatore del Mississippi con il Partito Democratico sfidando il Vicegovernatore repubblicano Eddie Briggs.
Briggs, non sostenendo la candidatura del collega di partito nonché Governatore in carica Kirk Fordice e mostrandosi reticente al confronto con Musgrove, ha favorito molto al vantaggio di quest'ultimo e infatti Musgrove vince le elezioni con il 52% dei voti.
Musgrove ha assunto le funzioni di Vicegovernatore del Mississippi nel gennaio 1996, mantenendole fino al 2000.

### Governatore del Mississippi (2000-2004)
Nel 1999, Musgrove si candida alla carica di Governatore del Mississippi, strutturando la sua campagna elettorale con una dettagliata organizzazione: già dal 1997 Musgrove stava lavorando alla campagna elettorale assumendo un responsabile per i fondi e uno spin doctor personale.
L'avversario di Musgrove era rappresentato dal repubblicano Mike Parker, Rappresentante degli Stati Uniti. 
Musgrove ha incentrato la sua campagna elettorale sulla propria esperienza sul piano dell'istruzione pubblica da quando era senatore e intraprendendo diversi viaggi per lo Stato. Musgrove ha adottato inoltre posizioni decisamente conservatrici sul piano sociale, opponendosi strenuamente all'aborto. Inoltre, gli spin doctor di Musgrove hanno posizionato i cartelloni elettorali in zone ad alta densità di traffico.
Alle elezioni governatoriali, si é profilata una situazione alquanto rara e particolare: nel voto popolare Musgrove ha vinto con il 379.033 dei voti contro i 370.000 dell'avversario (non consentendo che uno dei 2 candidati avesse la maggioranza del voto popolare), ma nell'ottenimento dei 122 distretti elettorali, 61 erano spettati a Musgrove e 61 a Parker.
Parker si è rifiutato di concedere la vittoria a Musgrove e per questo motivo la decisione di chi dovesse essere eletto spettava alla Camera dei Rappresentanti del Mississippi: il 4 gennaio 2000 la Camera ha votato per confermare Musgrove con un voto di 86-36.
Musgrove assume le funzioni di Governatore del Mississippi l'11 gennaio 2000.
Musgrove si ricandida per un secondo mandato nelle elezioni del 2003, ma viene sconfitto con il 45% dei voti contro l'avversario repubblicano Haley Barbour, che ha totalizzato il 52% delle preferenze.